# Чёрн
Чёрн (швед. Tjörn) — остров на границе проливов Каттегат и Скагеррак, принадлежащий Швеции. Входит в состав коммуны Чёрн лена Вестра-Гёталанд. Центральным городом острова является Шерхамн. Остров соединён с большой землёй тремя последовательными мостами, из которых Чёрнбрун имеет максимальную длину (664 м), а также мостом с островом Уруст, лежащим севернее.

## География
К юго-западу от острова находятся шхеры Патер-Ностершерен.

## Ландшафт
Остров изрезан широкими заливами, его поверхность покрыта многочисленными трещинными долинами.

## История
Первые свидетельства о заселении острова относятся к X—IX тыс. до н. э.
В эпоху викингов на Чёрне, согласно сагам, жили могущественные хёвдинги, однако каких-либо иных подтверждений этого нет. В то время остров принадлежал Норвегии и относился к провинции Викен. Позднее Викен был разделён на три части, и Чёрн оказался в составе провинции Эльвсюссель, которая впоследствии получила название Бохуслен. Поскольку остров находился рядом с датским Халландом и шведским Вестеръётландом, то он часто становился ареной столкновений между Швецией и Данией.
В 1388 году Чёрн в составе Норвегии вошёл в унию с Данией и Швецией. Впоследствии, когда Швеция вышла из состава объединённого государства, она неоднократно пыталась захватить Бохуслен. В 1563—1570 гг. разгорелась Северная семилетняя война. В последний её год шведские войска опустошили Уруст и Чёрн.
В 1658 году по Роскилльскому миру, завершившему очередную датско-шведскую войну, остров отошёл к Швеции. Согласно договору, шведские власти должны были сохранить норвежские законы и язык, однако в 80-е гг. XVII в. на Чёрне было введено шведское законодательство.
Датчане продолжительное время не могли смириться с утратой Бохуслена и в ходе датско-шведской войны 1675—1679 гг. им дважды удавалось оккупировать остров. По завершившему войну Лундскому миру (1679) шведы получили Чёрн обратно и окончательно закрепили его за собой.
С середины XVIII века на Чёрне активно развивалась рыболовство, и в XIX столетии на острове существовали многочисленные предприятия по солению сельди и вытапливанию ворвани. В Кледесхольмене до сих пор процветает промышленность по переработке сельди, и её доля от всей этой отрасли Швеции составляет 40 %.
15 сентября 2011 года у Чёрна появилось большое нефтяное пятно, которое, судя по всему, стало следствием столкновения судов у западного побережья Дании пятью днями ранее. Пятно достигло берега у Кледесхольмена и Чюркесунда, нанеся ущерб местной экологии. Всего спасательными службами было собрано более 200 т нефти.

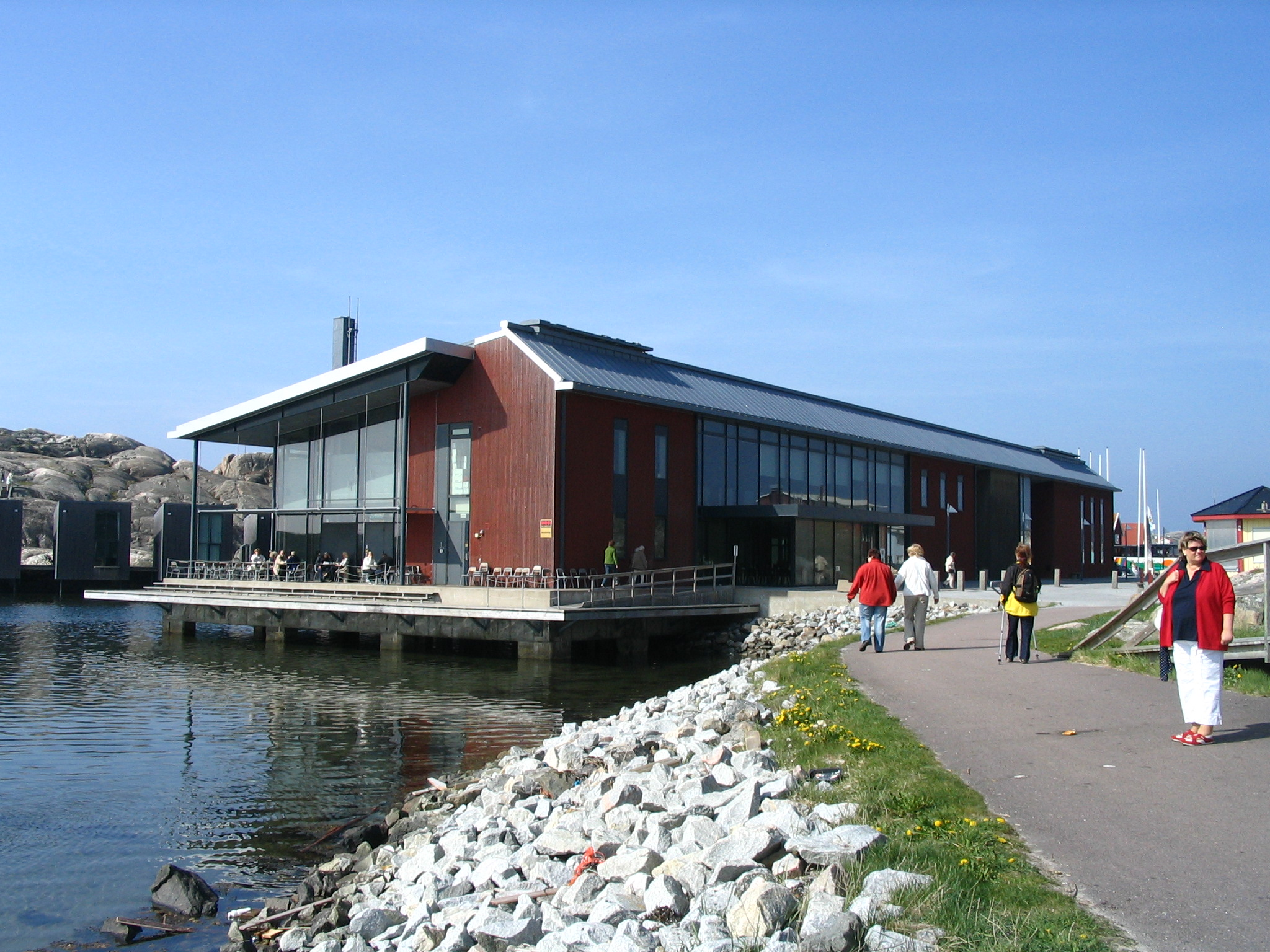
Северный музей акварелей в Шерхамне

## Достопримечательности
На Чёрне имеются многочисленные наскальные рельефы времён бронзового века с изображениями кораблей, людей, животных, солнечного колеса и т. д. Зачастую их можно встретить прямо на лежащем возле дороги валуне. Кроме того, в Шерхамне с 2000 г. открыт Северный музей акварелей (Nordiska akvarellmuseet), в котором собраны работы современных акварелистов.

## Экономика
На острове действуют около тысячи различных малых и средних предприятий. Большинство из них задействовано в таких областях как морские перевозки, рыболовство, транспорт и туризм. Наиболее крупными компаниями острова являются «Валльхамнбулагет», «Трансатлантик» и Юпвикская верфь.

## Спорт

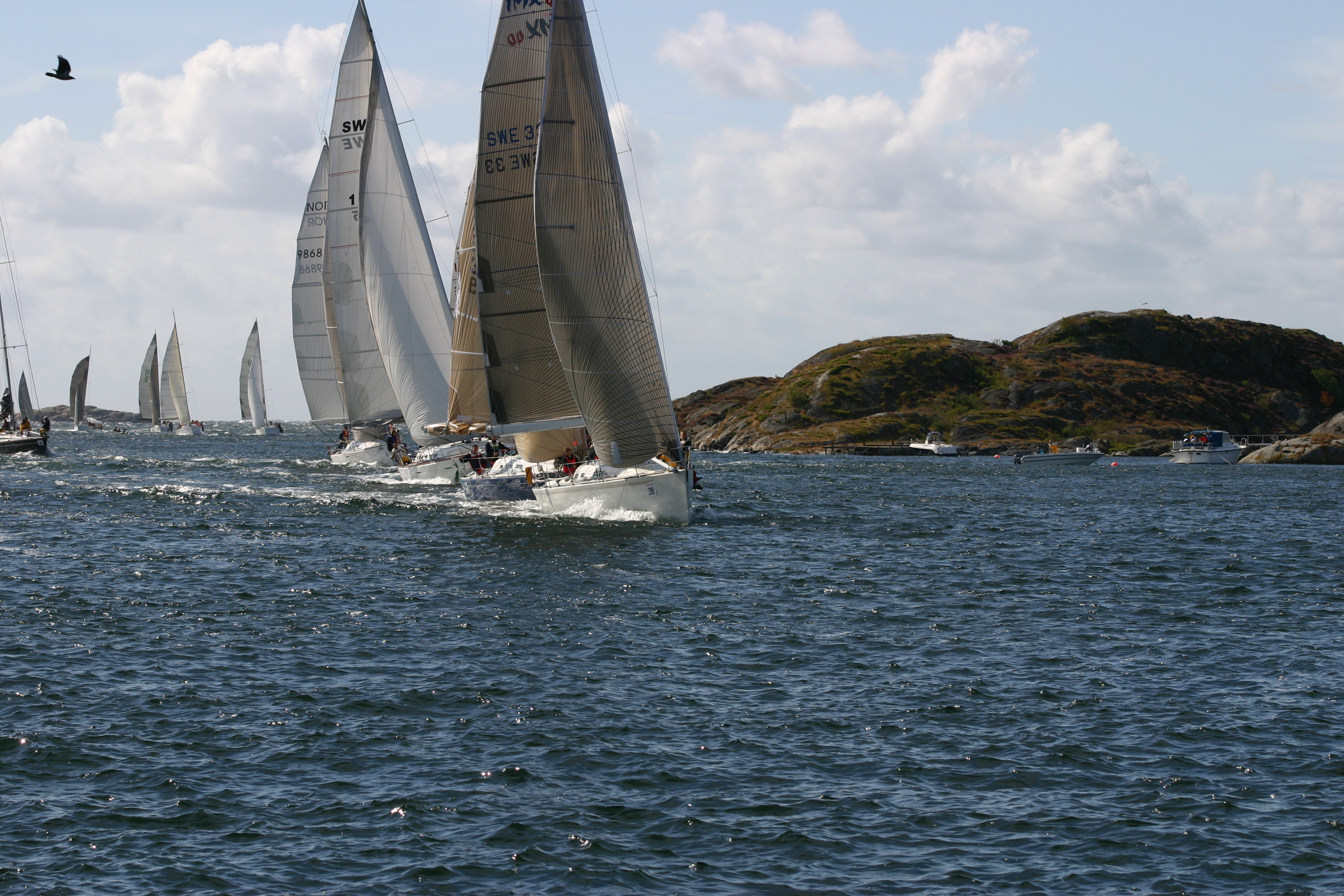
Регата Tjörn runt

Каждый год в третью неделю августа возле Чёрна проводится регата Tjörn Runt. Яхты стартуют в 8:20 у Стенунгсёна и финиширую во внутренней части Стигфьорда, пройдя 28 морских миль.

## Известные уроженцы
- Манкер, Эрнст (1893—1972), этнограф